# Slavkovické louky
Slavkovické louky je přírodní památka poblíž obce Černá v Pošumaví v okrese Český Krumlov. Důvodem ochrany jsou prameništní a vlhké louky a lesní porost na pestré sérii krystalinika s výchozy krystalických vápenců, významná flóra.

## Galerie

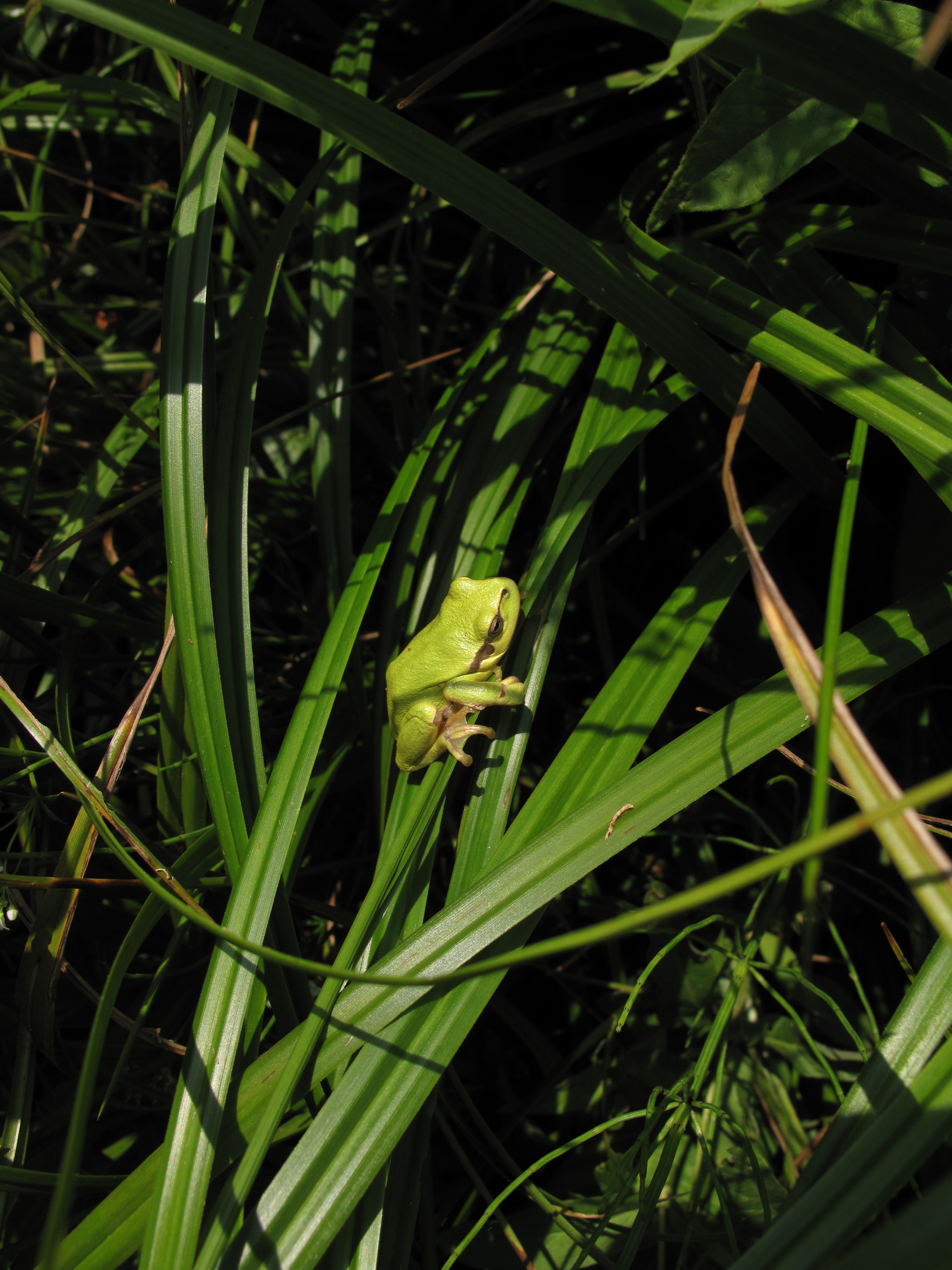
Žába
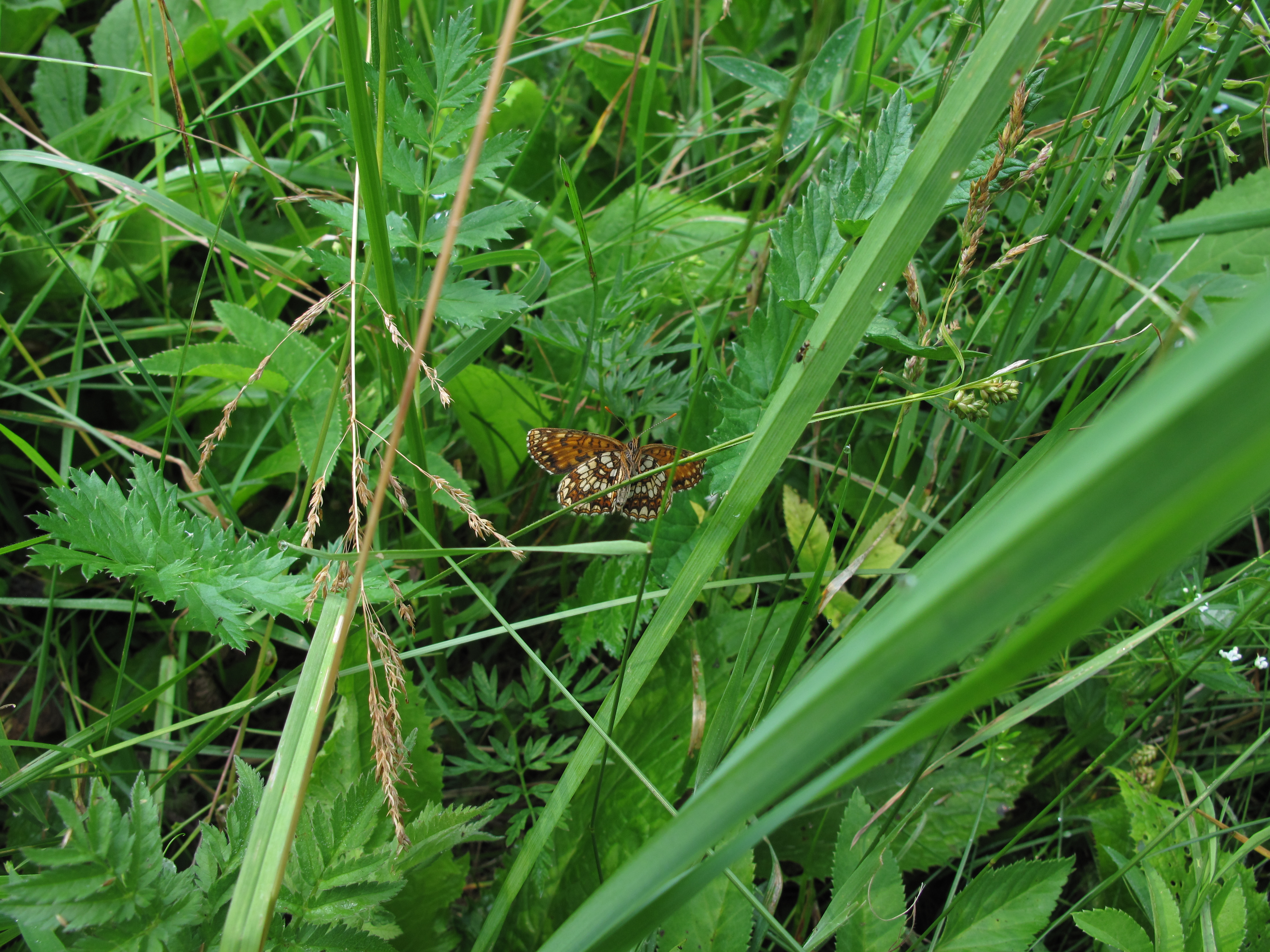
Motýl
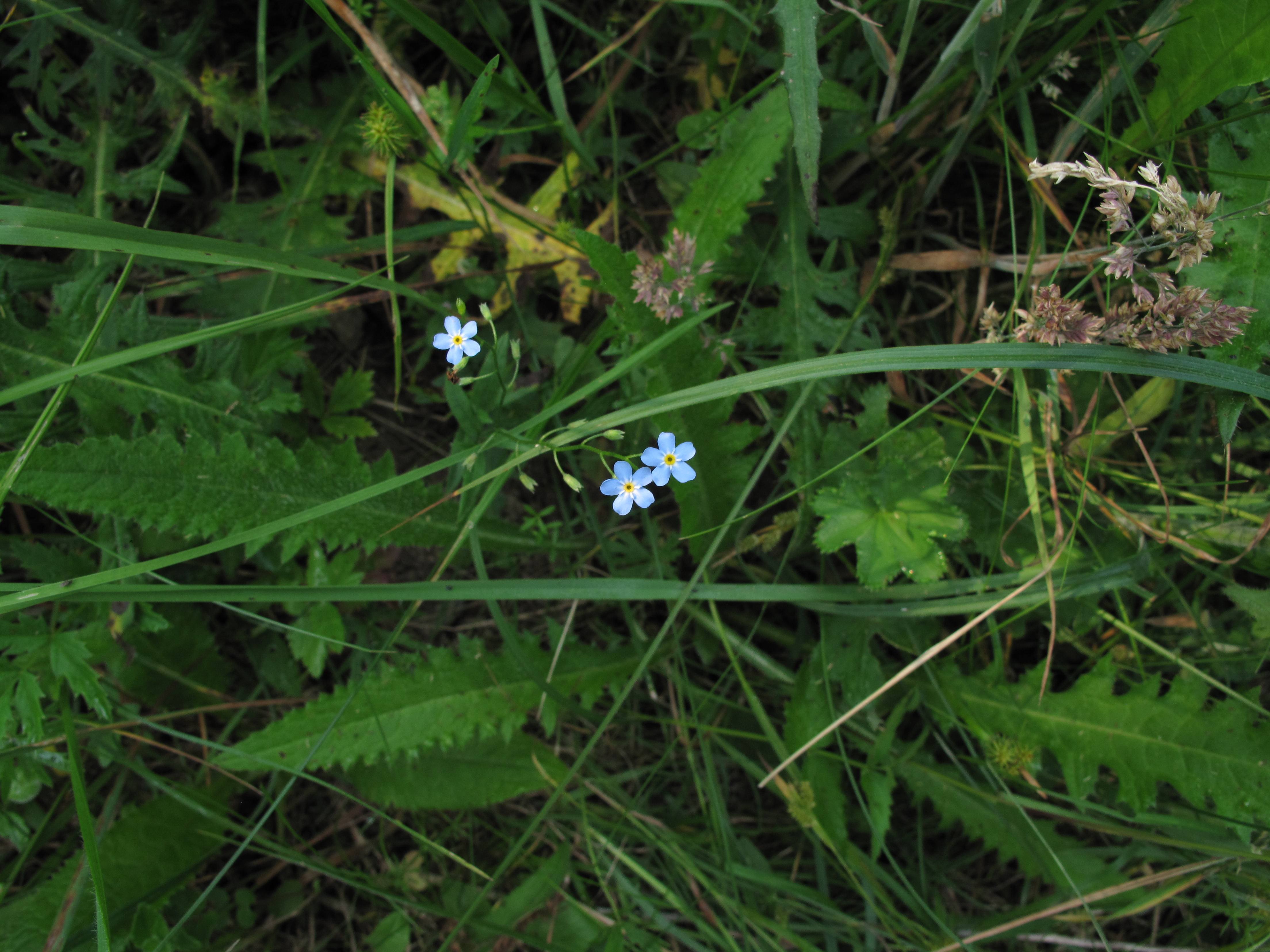
Pomněnka
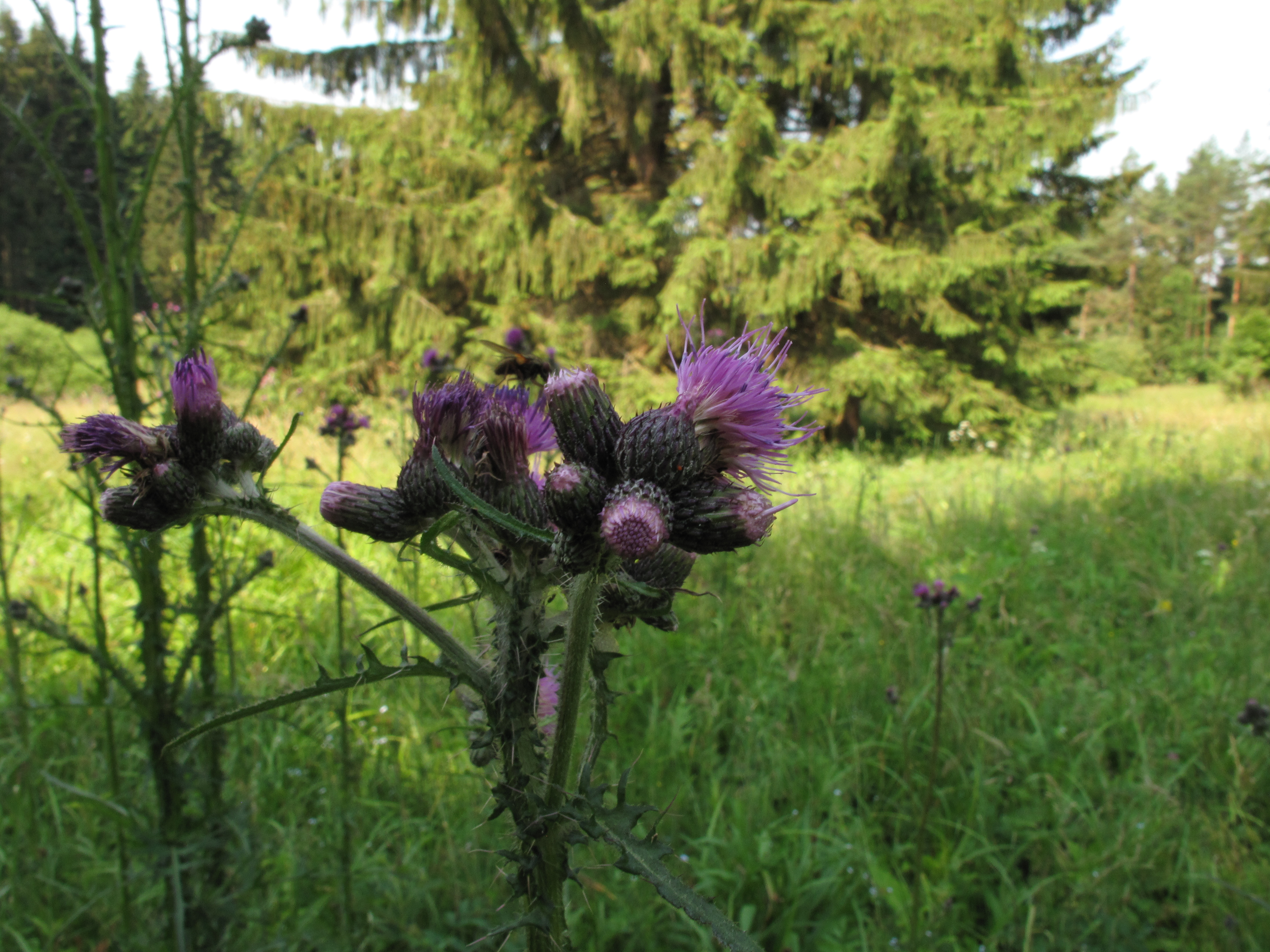
Bodlák